# Esquinson
L'Esquinson est une rivière du Sud de la France. C'est un affluent direct de la Save et un sous-affluent de la Garonne.

## Géographie
De 13,7 km de longueur, l'Esquinson prend sa source dans le Gers sur la commune de Gaujac, et se jette dans la Save en rive gauche, commune de Noilhan.

## Départements et communes traversés
- Gers : Sauveterre, Gaujac, Montamat, Saint-Soulan, Bézéril, Samatan, Noilhan.

## Principaux affluents
- Ruisseau de Larrouget  : 3,1 km
- Ruisseau de Clariouat : 2,9 km
- Ruisseau de Lacapérague : 2,9 km
- Ruisseau d'en Briolé : 3,3 km
- Ruisseau de Lastaillades : 5,3 km